# Homohisteria
Homohisteria é o medo de ser considerado homossexual por causa de um comportamento que é tipicamente considerado atípico de gênero. A homohisteria pode existir em culturas onde se entende que as pessoas são e podem ser homossexuais, mesmo que enrustidas, e que a homossexualidade é percebida como menos desejável do que a heterossexualidade. Essa combinação leva os homens a temerem que os outros pensem que são gays se não se encaixarem nos estereótipos de gênero masculino. Não se encaixar nos estereótipos de gênero (antipicidade de gênero) tem sido historicamente associado a homens gays, com os julgamentos de Oscar Wilde promovendo essa crença na Grã-Bretanha e em outros lugares, com sua condenação por indecência grosseira promovendo estereótipos públicos sobre homens gays. Por causa desses equívocos, muitos homens gays estereotipados de "ação masculina" foram insentos de suspeita pública sobre sua sexualidade.

## Criação
Homohisteria é um conceito estabelecido como parte da Teoria da Masculinidade Inclusiva do Professor Eric Anderson. Tanto Eric Anderson quanto Mark McCormack argumentam que há três condições sociais que devem ser atendidas para que uma cultura homohistérica exista: (1) ampla conscientização de que a homossexualidade masculina existe como uma orientação sexual imutável dentro de uma parcela significativa da população de uma cultura; (2) altos níveis de homofobia nessa cultura; e (3) uma associação de atipicidade de gênero com homossexualidade. Esses níveis variáveis de condições sociais ajudam a explicar várias tendências sociais relativas às masculinidades.
Por exemplo, a homohisteria ajuda a explicar como é que, em muitos países islâmicos, é permitido aos homens terem intimidade física e emocional (incluindo dar as mãos) sem que as suas identidades heterossexuais sejam publicamente percebidas como ameaça; enquanto dois homens que dão as mãos na América são vistos como gays, os homens nos países islâmicos não são considerados homossexuais por participarem nos mesmos comportamentos. Isto deve-se à crença de que os homens nestas sociedades não podiam ser gays, com o presidente iraniano Mahmoud Ahmadinejad a afirmar que o Irão não tinha pessoas gays, e outros a declararem que a homossexualidade é a "doença do homem branco".
Da mesma forma, a homohisteria tem a capacidade de explicar nuances entre a tactilidade masculina ao longo do tempo, com o trabalho de John Ibson encontrando uma diminuição na distância social entre homens em fotografias de grupo, o que pode ser compreendido através da utilização da homohisteria. Este conceito foi utilizado para explicar a homofobia e o policiamento de gênero entre as mulheres também; principalmente por Rachael Bullingham em sua exploração das experiências dos atletas em esportes de equipe.
Eric Anderson acredita que a homohisteria ocidental atingiu o seu auge na década de 1980, após a epidemia de VIH/SIDA entre os homens homossexuais.

## Impacto
À medida que uma cultura se torna menos homofóbica e há menos estigma em torno do afeto físico platônico entre homens, a vida dos homens heterossexuais melhora, pois eles são menos agressivos e fisicamente alienados uns dos outros.